# 14-та авіапольова дивізія (Третій Рейх)
14-та авіапольова дивізія (Третій Рейх) (нім. Luftwaffen Feld Division 14) — піхотна дивізія Вермахту зі складу військово-повітряних сил, що діяла як звичайна піхота за часів Другої світової війни.

## Історія
14-та авіапольова дивізія була сформована 15 жовтня 1942 року на основі підрозділів 61-го авіаційного полку у 3-му командуванні Люфтваффе (нім. Luftgau III). У січні 1943 року дивізію перевели до окупованої Норвегії, на заміну 196-ій піхотній дивізії, що переводилася на Східний фронт. 14-та дивізія виконувала охоронні функції в районі норвезького міста Бергена.
1 листопада 1943 року її підпорядкували командуванню Сухопутних військ вермахту. Згодом дивізію перевели до Данії, де вона дислокувалася на півострові Ютландія, але вже в середині 1944 року з'єднання повернули до Норвегії. Тут її передали до складу 33-го армійського корпусу, що виконував окупаційні завдання в провінції Нурланн. У травні 1945 року, після капітуляції нацистської Німеччини, дивізія здалася союзникам.

## Райони бойових дій
- Німеччина (жовтень 1942 — січень 1943);
- Норвегія (січень — грудень 1943);
- Данія (грудень 1943 — липень 1943);
- Норвегія (липень 1943 — травень 1945).

## Командування

### Командири
- Генерал-лейтенант Гюнтер Ломанн (нім. Günther Lohmann) (15 жовтня 1942 — 20 лютого 1945);
- Генерал-лейтенант Вільгельм Ріхтер (нім. Wilhelm Richter) (20 лютого — 8 травня 1945).

### Підпорядкованість
| Час    | Корпус    | Армія            | Група армій (округ) | Штаб     |
| ------ | --------- | ---------------- | ------------------- | -------- |
| 1943   |           |                  |                     |          |
| січень | —         | Армія «Норвегія» | —                   | Норвегія |
| липень | XXXIII ак | Армія «Норвегія» | —                   | Норвегія |
| 1944   |           |                  |                     |          |
| січень | XXXIII ак | Армія «Норвегія» | —                   | Норвегія |
| 1945   |           |                  |                     |          |
| січень | XXXIII ак | Армія «Норвегія» | —                   | Норвегія |

### Склад
| 1943                            | 1944                          |
| ------------------------------- | ----------------------------- |
| 27-й єгерський полк Люфтваффе   |                               |
| 28-й єгерський полк Люфтваффе   |                               |
| —                               | 55-й єгерський полк Люфтваффе |
| 14-й артилерійський полк        |                               |
| —                               | 14-й фузилерний батальйон     |
| 14-й протитанковий батальйон    |                               |
| самокатний батальйон            | —                             |
| 14-та саперна рота              | 14-й інженерний батальйон     |
| рота зв'язку                    |                               |
| дивізійне управління постачання |                               |
| —                               | 14-й запасний батальйон       |